# Slachthuiswijk (Haarlem)
De Slachthuiswijk is een wijk in Haarlem.
De wijk is gelegen ten oosten van het centrum, ten oosten van het Rozenprieel en aan de andere kant grenzend aan het Burgemeester Reinaldapark. Midden in de wijk staat het voormalige slachthuis dat herontwikkelt zal worden. De buurt is een echte arbeidersbuurt en er wonen zo’n 5.815 mensen. Iets meer dan de helft van de bebouwing dateert van voor de Tweede Wereldoorlog.
De meeste huizen zijn eengezinswoningen uit de sociale huur.

## Buurt of Wijk
Van oudsher staat de wijk bekend als Slachthuisbuurt. Door de herindeling van wijken en buurten in 2016, heeft gemeente Haarlem de wijk nu aangeduid als Slachthuiswijk.

## Buurten in Slachthuiswijk
- Componistenbuurt
- Karolingenbuurt
- Kruistochtbuurt
- Verzetsliedenbuurt